# Hulebjørn
Hulebjørnen (latin: Ursus spelaeus) var en bjørneart, der levede i Europa i den pleistocæne epoke indtil slutningen af det sidste istids-maksimum (i Weichsel-istiden) for ca. 27.500 år siden. Både det danske navn og det latinske spelaeus kommer af, at de fleste fossiler er fundet i huler, hvilket indikerer, at arten opholdt sig mere tid i huler end den nulevende brune bjørn, som kun bruger huler til at overvintre i. I nogle huler har man fundet tykke lag af knogler, der hovedsageligt stammer fra hulebjørn.
Hulebjørnen var med få undtagelser bygget som den almindelige brune bjørn, men på størrelse med nutidens største bjørne. Hanner vejede 400-500 kg, mens hunnerne vejede mindre 225-250 kg.

## Udbredelse
Hulebjørnen levede i skove i bjergrige områder, specielt områder med mange huler.
Dens udbredelse strakte sig fra det vestligste Europa (i Spanien) til Kaukasus og Iran, og fra det sydligste (Italien, Grækenland) til Holland og muligvis det sydlige Storbritannien. Det mest omfattende fund er gjort i det sydlige Mellemeuropa og sydlige Østeuropa. Der er ingen fund fra det nordlige Storbritannien, Skandinavien og de Baltiske lande, da disse områder havde artisk klima i perioden og til tider var helt dækket af is.

## Føde
Tænder fra Hulebjørn er typisk mere slidt end hos nutidens bjørne, og hulebjørnens tandsæt var i øvrigt noget forskelligt fra nulevende bjørne. Dette antyder, at den i langt højere grad spiste planteføde end den nulevende brune bjørn.

## Evolution
Både hulebjørnen og den nulevende brune bjørn formodes at nedstamme fra en tidligere bjørneart, Ursus etruscus, der levede fra Pliocæn til Pleistocæn.
I maj 2005 lykkedes det for forskere i Californien at udtage DNA fra tanden fra en hulebjørn, der levede for 42-44.000 år siden. Nærmere DNA-analyser har bekræftet et nært slægtskab med den almindelige brune bjørn. 